# Leopold Fuchs (Architekt)
Leopold Fuchs (* 5. Dezember 1868 in Ungarn; † 7. November 1920 in Wien) war ein österreichischer Architekt und Baumeister.

## Leben
Biografische Daten über Fuchs sind kaum bekannt. So weiß man weder, wo er geboren wurde, noch welche Ausbildung er wo erhalten hat. Jedenfalls tauchte er 1894 in Wien auf und war hier als Architekt und Bauunternehmer bis zum Beginn des Ersten Weltkriegs tätig. Die zeitgenössischen Lexika und Fachpublikationen erwähnen ihn nicht.
Fuchs war Jude, verheiratet und hatte zwei Töchter. Er starb mit 51 Jahren in Wien und wurde in der alten israelitischen Abteilung des Wiener Zentralfriedhofes begraben.

## Werk
Leopold Fuchs baute vorwiegend Wohnhäuser in den inneren Bezirken Wiens. Er verwendete zunächst eine neobarocke historistische Formensprache und griff später secessionistische Stilmittel auf. Kennzeichnend für seine Bauten ist eine stark plastische Gestaltung der Fassaden, wobei er das vorhandene Vokabular zu eigenständigen und originellen Lösungen verarbeitete.
| Foto |                 | Baujahr   | Name                                                                    | Standort                                                          | Beschreibung                                                                      | Metadaten                                                                     |
| ---- | --------------- | --------- | ----------------------------------------------------------------------- | ----------------------------------------------------------------- | --------------------------------------------------------------------------------- | ----------------------------------------------------------------------------- |
| ja   | Datei hochladen | 1894      | Miethaus                                                                | Wien 5, Stolberggasse 47 / Spengergasse 23 Standort               |                                                                                   | P84(Architekt):Leopold Fuchs P131(Ort):Wien Region-ISO:AT-9                   |
| ja   | Datei hochladen | 1903      | Wohn- und Geschäftshaus H. Kamsler                                      | Wien 1, Biberstraße 26 / Wiesingerstraße 7 Standort               |                                                                                   | P84(Architekt):Leopold Fuchs P131(Ort):Wien Region-ISO:AT-9                   |
| ja   | Datei hochladen | 1903      | Wohn- u.Geschäftshaus Heinrich Sortsch HERIS-ID: 63975 Objekt-ID: 76666 | Wien 1, Georg-Coch-Platz 3 / Biberstraße 20 Standort              |                                                                                   | P84(Architekt): P131(Ort):Innere Stadt Region-ISO:AT-9                        |
| ja   | Datei hochladen | 1903      | Miethaus                                                                | Wien 3, Rechte Bahngasse 8 Standort                               |                                                                                   | P84(Architekt): P131(Ort):                                                    |
| BW   | Datei hochladen | 1903      | Miethaus                                                                | Wien 3, Neulinggasse 28 Standort                                  |                                                                                   | P84(Architekt): P131(Ort):                                                    |
| ja   | Datei hochladen | 1904      | Miethaus                                                                | Wien 6, Schmalzhofgasse 1B / Hugo-Wolf-Gasse 3 Standort           |                                                                                   | P84(Architekt):Leopold Fuchs P131(Ort):Wien Region-ISO:AT-9                   |
| ja   | Datei hochladen | 1904      | Miethaus                                                                | Wien 16, Grundsteingasse 14 Standort                              | Anmerkung: Mit Karl J. Schmidt, gemäß Wien Kulturgut                              | P84(Architekt): P131(Ort):                                                    |
| ja   | Datei hochladen | 1904      | Wohn- u.Geschäftshaus                                                   | Wien 2, Hollandstraße 12 Standort                                 |                                                                                   | P84(Architekt): P131(Ort):                                                    |
| ja   | Datei hochladen | 1905      | Wohn- u.Geschäftshaus HERIS-ID: 59666 Objekt-ID: 71148                  | Wien 1, Georg Coch-Platz 4 / Stubenring 6 Standort                |                                                                                   | P84(Architekt): P131(Ort):Innere Stadt Region-ISO:AT-9                        |
| BW   | Datei hochladen | 1905      | Miethaus                                                                | Wien 5, Reinprechtsdorferstraße 30 / Högelmüllergasse 1a Standort |                                                                                   | P84(Architekt):Leopold Fuchs, Joseph Löwitsch P131(Ort):Wien Region-ISO:AT-9  |
| BW   | Datei hochladen | 1905      | Miethaus                                                                | Wien 6, Sonnenuhrgasse 1 / Gumpendorferstraße 118 Standort        |                                                                                   | P84(Architekt):Leopold Fuchs P131(Ort):Wien Region-ISO:AT-9                   |
| BW   | Datei hochladen | 1905      | Miethaus                                                                | Wien 6, Theobaldgasse 14 / Königsklostergasse 7 Standort          |                                                                                   | P84(Architekt): P131(Ort):                                                    |
| ja   | Datei hochladen | 1905      | Miethaus                                                                | Wien 3, Schlachthausgasse 16 / Erdbergstraße 158 Standort         |                                                                                   | P84(Architekt):Leopold Fuchs P131(Ort):Wien Region-ISO:AT-9                   |
| ja   | Datei hochladen | 1905      | Miethaus                                                                | Wien 5, Margaretengürtel 58 / Matzleinsdorferplatz 1 Standort     |                                                                                   | P84(Architekt):Leopold Fuchs P131(Ort):Wien Region-ISO:AT-9                   |
| ja   | Datei hochladen | 1906      | Miethaus                                                                | Wien 8, Albertgasse 28 / Josefstädterstraße 73 Standort           |                                                                                   | P84(Architekt):Leopold Fuchs P131(Ort):Wien Region-ISO:AT-9                   |
| BW   | Datei hochladen | 1906      | Miethäuser                                                              | Wien 3, Neulinggasse 9, 11, 13 Standort                           |                                                                                   | P84(Architekt): P131(Ort):                                                    |
| BW   | Datei hochladen | 1906      | Miethäuser                                                              | Wien 3, Engelsberggasse 1 und 2 Standort                          |                                                                                   | P84(Architekt): P131(Ort):                                                    |
| ja   | Datei hochladen | 1907      | Miethaus HERIS-ID: 11586 Objekt-ID: 7691                                | Wien 3, Engelsberggasse 4 Standort                                | Anmerkung: Dachgeschoss geändert                                                  | P84(Architekt): P131(Ort):Landstraße Region-ISO:AT-9                          |
| ja   | Datei hochladen | 1907      | Doppelhaus                                                              | Wien 3, Dapontegasse 6–8 Standort                                 |                                                                                   | P84(Architekt): P131(Ort):                                                    |
| BW   | Datei hochladen | vor 1908  | Straßenhof                                                              | Wien 9, Rotenlöwengasse 5–7 Standort                              | Anmerkung: Café Weinerhof                                                         | P84(Architekt):Leopold Fuchs, Isidor Giesskann P131(Ort):Wien Region-ISO:AT-9 |
| ja   | Datei hochladen | 1908      | Miethaus                                                                | Wien 3, Löwengasse 30 / Kegelgasse 32 Standort                    |                                                                                   | P84(Architekt):Leopold Fuchs P131(Ort):Wien Region-ISO:AT-9                   |
| ja   | Datei hochladen | 1908      | Miethaus                                                                | Wien 3, Rudolf-von-Alt-Platz 1 Standort                           |                                                                                   | P84(Architekt): P131(Ort):                                                    |
| ja   | Datei hochladen | 1908      | Miethaus                                                                | Wien 7, Neubaugasse 12–14 Standort                                |                                                                                   | P84(Architekt): P131(Ort):                                                    |
| ja   | Datei hochladen | 1908–1909 | Miethaus                                                                | Wien 7, Westbahnstraße 33 Standort                                |                                                                                   | P84(Architekt):Leopold Fuchs P131(Ort):Wien Region-ISO:AT-9                   |
| ja   | Datei hochladen | 1909      | Straßenhof                                                              | Wien 6, Linke Wienzeile 4 / Millöckergasse 2 Standort             |                                                                                   | P84(Architekt):Leopold Fuchs P131(Ort):Wien Region-ISO:AT-9                   |
| ja   | Datei hochladen | 1909      | Miethaus                                                                | Wien 3, Rennweg 11 / Marokkanergasse 22 Standort                  | Anmerkung: Dach 1971 verändert                                                    | P84(Architekt):Leopold Fuchs P131(Ort):Wien Region-ISO:AT-9                   |
| BW   | Datei hochladen | vor 1910  | Wohn- u.Geschäftshaus                                                   | Wien 6, Magdalenenstraße 4–6 Standort                             | Hier befand sich auch das Vergnügungsetablissement „Der Himmel“ von Leopold Fuchs | P84(Architekt):Leopold Fuchs P131(Ort):Wien Region-ISO:AT-9                   |
| BW   | Datei hochladen | 1910      | Wohn- und Geschäftshaus                                                 | Wien 7, Kirchengasse 3 Standort                                   |                                                                                   | P84(Architekt):Leopold Fuchs P131(Ort):Wien Region-ISO:AT-9                   |
| ja   | Datei hochladen | 1911      | Miethaus                                                                | Wien 7, Siebensterngasse 31 Standort                              |                                                                                   | P84(Architekt):Leopold Fuchs P131(Ort):Wien Region-ISO:AT-9                   |
| ja   | Datei hochladen | 1911      | Wohn- u.Geschäftshaus                                                   | Wien 7, Neubaugasse 8 Standort                                    |                                                                                   | P84(Architekt): P131(Ort):                                                    |
| ja   | Datei hochladen | 1912      | Wohnhausgruppe                                                          | Wien 3, Weyrgasse 6 / Landstraßer Hauptstraße 23 Standort         | Anmerkung: früher Estegasse / Czapkagasse 10                                      | P84(Architekt):Leopold Fuchs P131(Ort):Wien Region-ISO:AT-9                   |
| ja   | Datei hochladen | 1912      | Miethaus                                                                | Wien 3, Weyrgasse 8 Standort                                      | Anmerkung: früher Estegasse                                                       | P84(Architekt):Leopold Fuchs P131(Ort):Wien Region-ISO:AT-9                   |
| ja   | Datei hochladen | 1912      | Wohn- u.Geschäftshaus                                                   | Wien 7, Mariahilfer Straße 68 / Neubaugasse 2 Standort            |                                                                                   | P84(Architekt):Leopold Fuchs P131(Ort):Wien Region-ISO:AT-9                   |
| ja   | Datei hochladen | 1912      | Miethaus                                                                | Wien 7, Schottenfeldgasse 24 / Lindengasse Standort               |                                                                                   | P84(Architekt):Leopold Fuchs P131(Ort):Wien Region-ISO:AT-9                   |
| ja   | Datei hochladen | 1912-1313 | Druckerei                                                               | Wien 7, Kirchberggasse 33–35 Standort                             | Anmerkung: Auch bei Ernst Epstein gelistet.                                       | P84(Architekt): P131(Ort):                                                    |
| ja   | Datei hochladen | 1912–1913 | Miethaus HERIS-ID: 11908 Objekt-ID: 8029                                | Wien 7, Neubaugasse 10 Standort                                   |                                                                                   | P84(Architekt):Leopold Fuchs P131(Ort):Neubau Region-ISO:AT-9                 |
| ja   | Datei hochladen | 1914      | Wohn- u. Geschäftshaus HERIS-ID: 30451 Objekt-ID: 27196                 | Wien 7, Mariahilfer Straße 70 / Neubaugasse 1 Standort            | Anmerkung: Bauh., Entw., Ausf.                                                    | P84(Architekt): P131(Ort):Neubau Region-ISO:AT-9                              |